# Dorian Hanza
Dorian Hanza, né le 12 mai 2001 à Fuenlabrada, est un footballeur international équatoguinéen. Il joue au poste d'attaquant à l'UP Langreo.

## Biographie

### En sélection
Il fait ses débuts en équipe de Guinée équatoriale le 16 novembre 2021, lors d'une rencontre amicale contre la Mauritanie (score : 1-1). Il est ensuite retenu par le sélectionneur Juan Micha afin de participer en début d'année 2022 à la CAN 2021 organisée au Cameroun. Lors de cette compétition, il joue quatre matchs. La Guinée équatoriale s'incline en quart de finale face au Sénégal.  